# Arundinaria gigantea
Arundinaria gigantea là một loài thực vật có hoa trong họ Hòa thảo. Loài này được (Walter) Muhl. mô tả khoa học đầu tiên năm 1813.

## Hình ảnh

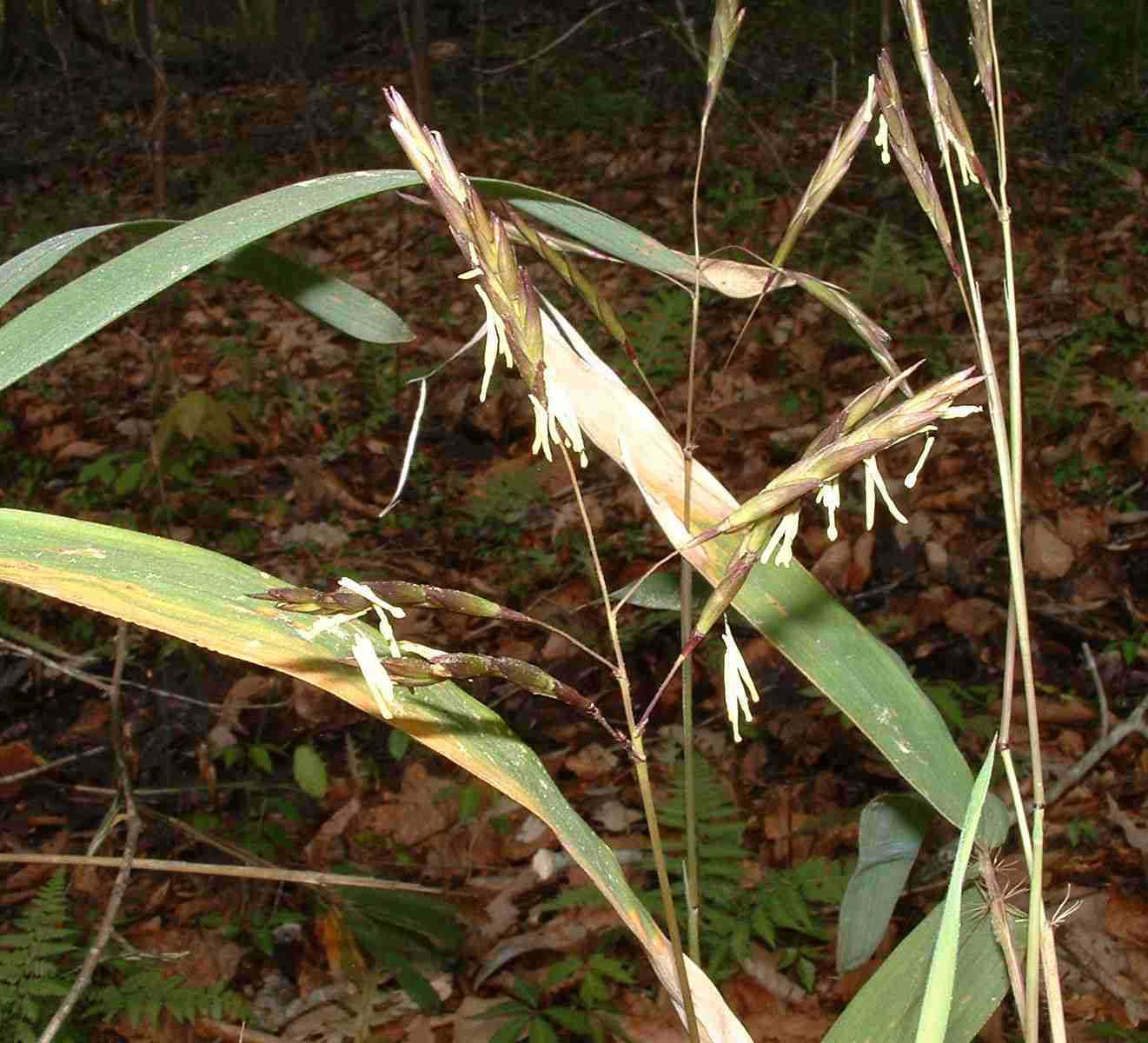
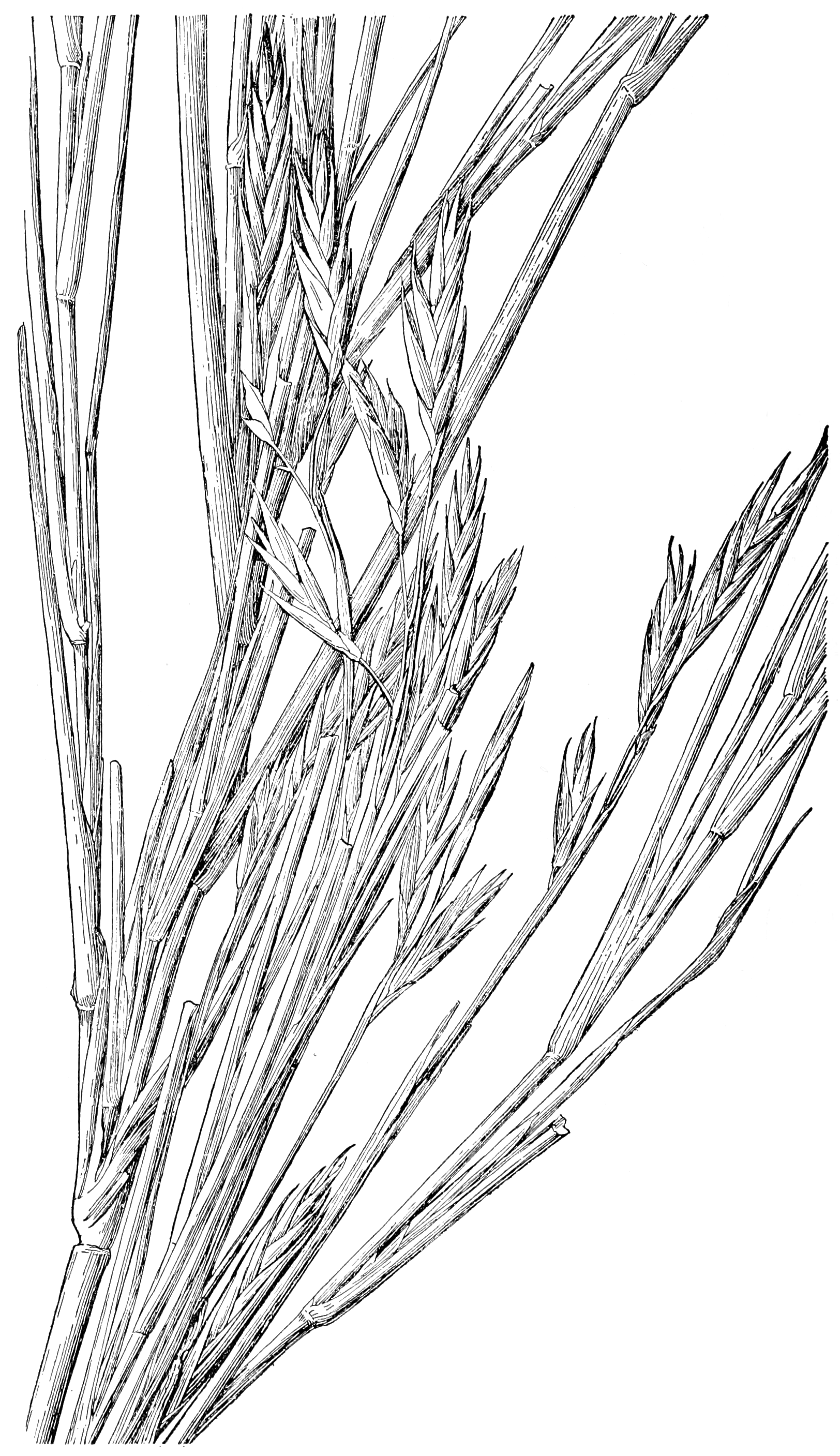
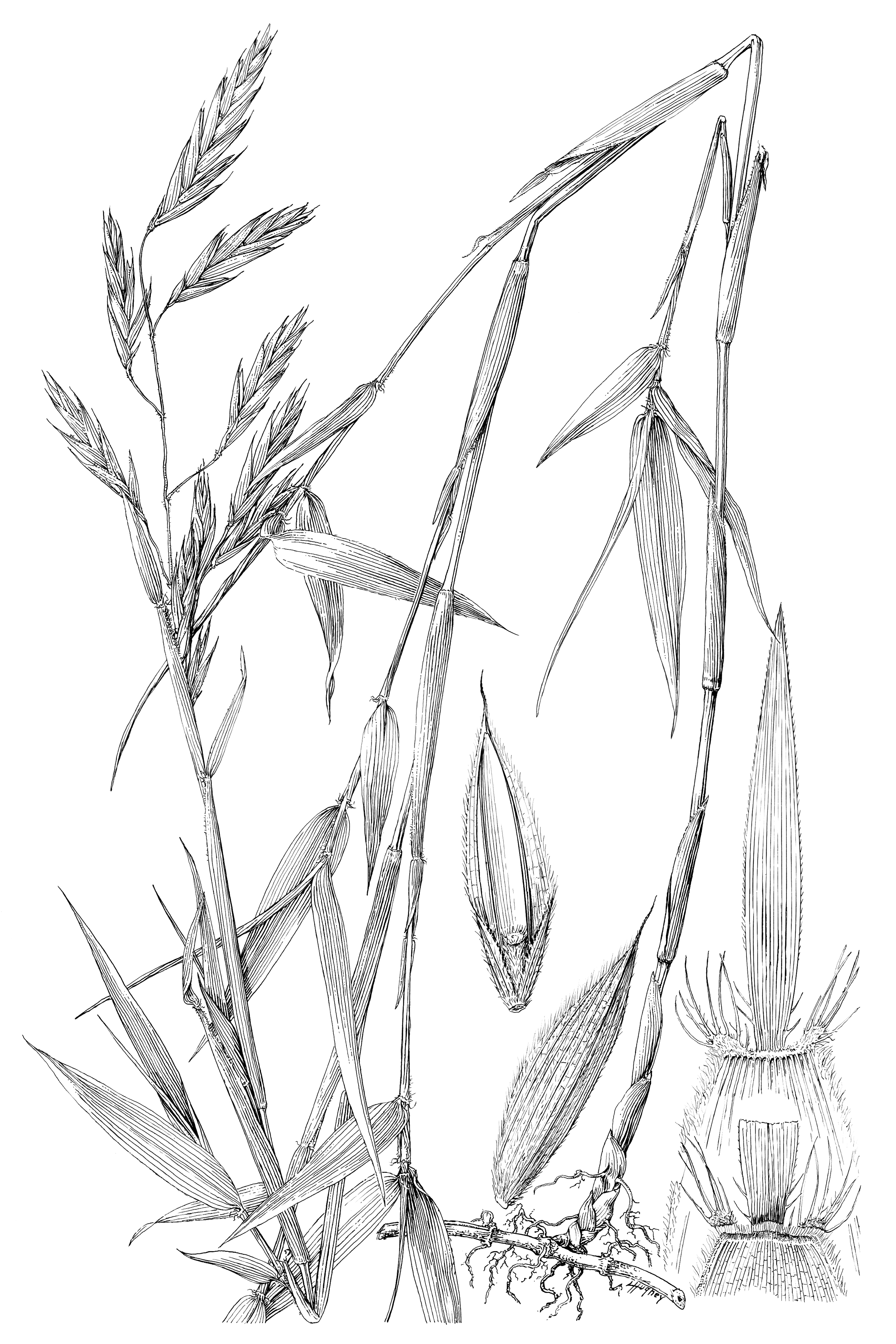